# Kyselka
Kyselka  (deutsch Gießhübl Sauerbrunn) ist eine Gemeinde im Okres Karlovy Vary in der Region Karlsbad (Karlovarský kraj) in der Tschechischen Republik. Sitz der Gemeindeverwaltung ist Radošov.

## Geographie

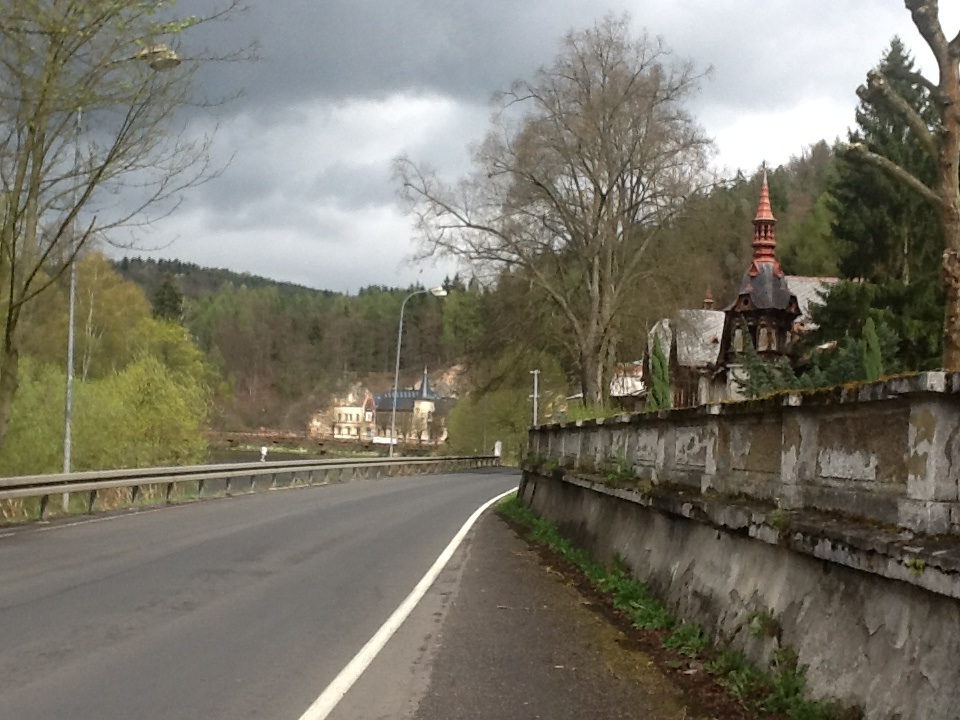
Der Ortsteil Kyselka an der Eger 2014

Kyselka liegt zu beiden Seiten der Eger am Fuße des Erzgebirges und des Duppauer Gebirges in einer Höhe von 340 Metern. Sie grenzt an die Orte Velichov, Dubina und Bor.
Unmittelbar im Ort mündet unterhalb der Bučina (582 m n. m.) das Tal des Baches Lomnice in das Egertal, so dass der Ort nach allen Richtungen durch bewaldete Höhenzüge geschützt ist. Südlich liegt am rechten Ufer der Eger der ehemalige Kurort Kyselka.

## Geschichte
Die Nähe zum Kurort Karlsbad sorgte dafür, dass bereits frühzeitig Kurgäste den Ort aufsuchten. In den Jahren 1792/93 entstand hier ein Badeort, der sich wegen seiner Heilwässer aus den Kaiser-Franz-Josef- und den Kaiserin-Elisabeth-Quellen rasch zu einem bekannten Kurort entwickelte. Im 19. Jahrhundert war die Bezeichnung Gießhübl-Puchstein üblich, die jedoch bereits vor 1900 zu der bis 1945 gebräuchlichen in den Hintergrund trat. 1846 erschien ein vielbeachteter Fachartikel des Balneologen Josef von Löschner über den Gießhübler Sauerbrunn, der zur weiteren Bekanntheit des Ortes beitrug.
Im Jahre 1867 pachteten Friedrich Knoll und Heinrich Mattoni aus Karlsbad die Abfüllung des Wassers aus der nach dem König von Griechenland 1852 benannten Otto-Quelle. 1873 kaufte Mattoni den gesamten Ort Gießhübl-Puchstein einschließlich der Kaiserin-Elisabeth-Quelle. Unter dem Namen Gießhübler Sauerbrunn machte er das von seiner Aktiengesellschaft abgefüllte Wasser weltbekannt. Für den Versand ließ Mattoni 1890 eine Eisenbahnstrecke nach Wickwitz errichten. Gießhübl-Sauerbrunn wurde Kopfstation der Buschtěhrader Eisenbahn. Der Versand erreichte schließlich eine Kapazität von 14 Millionen Flaschen im Jahr.

Alte „Correspondenzkarte“ mit Ansicht der Ortslage

1942 wurde aus den Gemeinden Rodisfort und Unter Lomitz sowie Teilen der Gemeinden Rittersgrün, Schömitz und Zwetbau die neue Gemeinde Gießhübl-Sauerbrunn mit den Ortsteilen Rittersgrün, Rodisfort, Spitzberg, Unter Lomitz und Ziegendorf gebildet. Diese Änderung wurde jedoch 1945 wieder rückgängig gemacht. 1950 schlossen sich die Gemeinden Dolní Lomnice, Radošov und Rydkéřov wieder zusammen und bildeten zusammen die Gemeinde Kyselka. Dabei wurde der Ortsteil Rydkéřov in Nová Kyselka umbenannt. Die zu Dolní Lomnice und Radošov gehörigen Anteile von Kysibl Kyselka wurden zugleich in Kyselka umbenannt und der zu Rydkéřov gehörige Anteil erhielt den neuen Namen Stará Kyselka.
Im Zuge der Verkleinerung des Truppenübungsplatzes Hradiště wurde das Gemeindegebiet 2016 um den unbesiedelten Katastralbezirk Kyselka u Hradiště mit einer Fläche von 6 ha erweitert.
Der Name Mattoni ist heute ein geschützter Markenname der Karlovarské Minerální Vody a.s. (Carlsbad Mineral Water), die in Kyselka weiterhin einen Zweigbetrieb besitzt.

## Bevölkerung
In der Gemeinde Gießhübl-Sauerbrunn lebten 1942 ca. 1200 Personen. 1950 waren es nur noch 422 Bewohner, von denen die meisten nach Vertreibung der Deutschböhmen Neusiedler aus zentraler gelegenen Landesteilen der Tschechoslowakei waren.
1991 hatte die Gemeinde 624 Einwohner. Beim Zensus von 2011 lebten in den 195 Häusern von Kyselka 759 Personen, davon 666 in Radošov (162 Häuser), 69 in Nová Kyselka (20 Häuser) und 24 in Kyselka (13 Häuser).

## Gemeindegliederung
Kyselka besteht aus den Ortsteilen Kyselka (Gießhübl Sauerbrunn), Radošov (Rodisfort) und Nová Kyselka (Rittersgrün). Grundsiedlungseinheiten sind Kyselka, Kyselka u Hradiště, Radošov und Nová Kyselka.
Das Gemeindegebiet gliedert sich in die Katastralbezirke Kyselka, Kyselka u Hradiště, Radošov u Kyselky und Nová Kyselka.

## Sehenswürdigkeiten

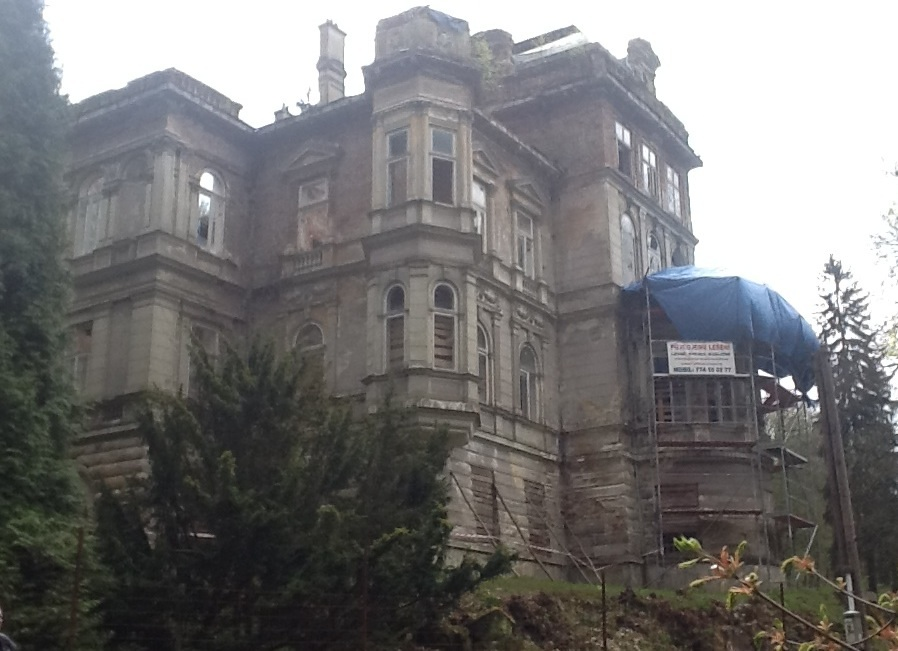
Villa Mattoni im Ortsteil Kyselka 2014

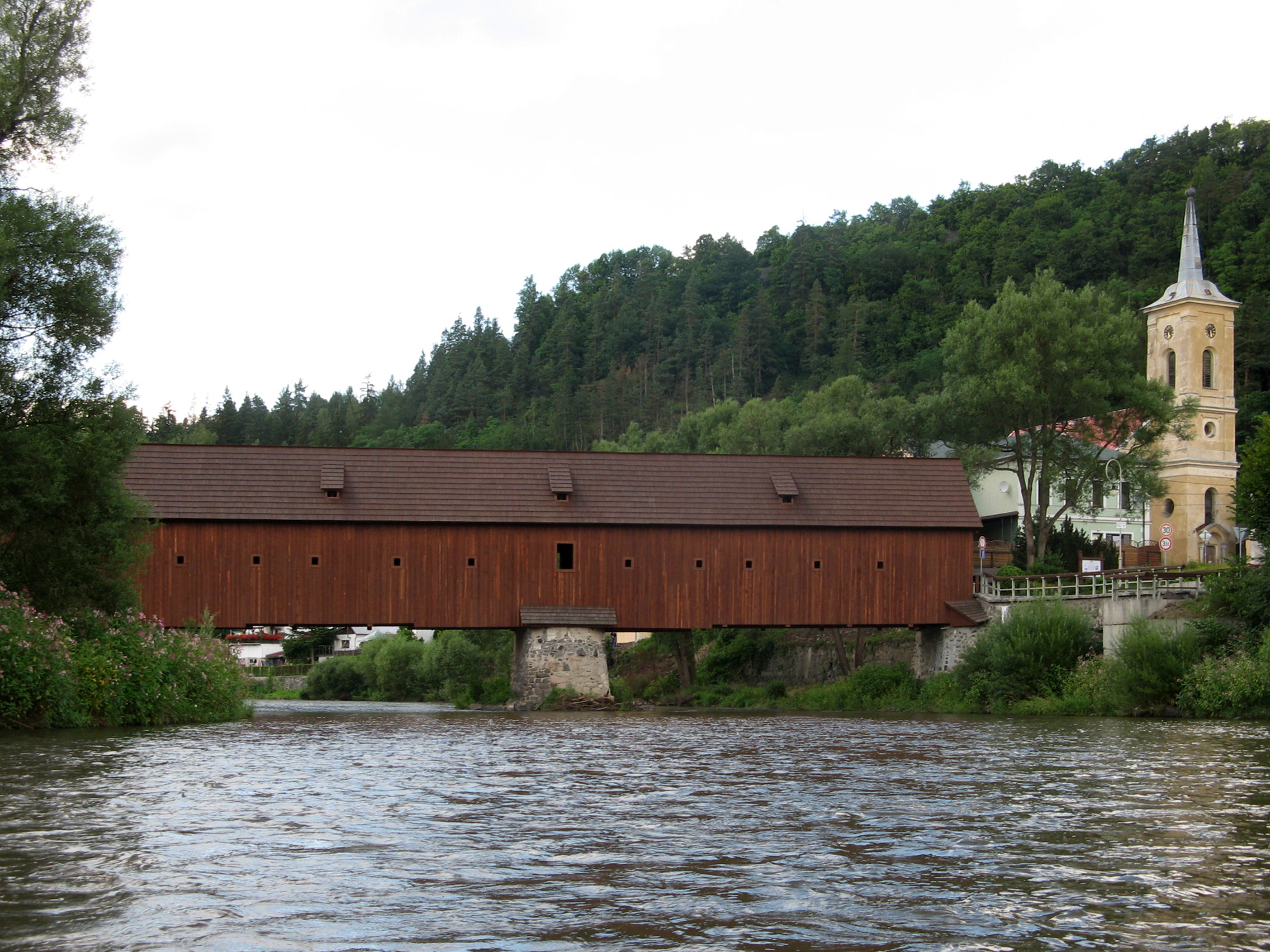
Der Radošovský most über die Eger in Radošov 2010

### Kyselka
- Villa Mattoni
- Haus Stallburg
- Schlosspark
- Mattoni-Denkmal
- Kaffeehaus (früher: Kur-Restaurant)
- Lindenallee
- Kurpavillon
- Kurhäuser (eigentlich: Verlade- und Beamtenhäuser)
- Jindřichův dvůr (Heinrichshof)

### Radošov
- Radošovský most
- Kirche St. Wenzel

### Nová Kyselka
- eine Kapelle

## Persönlichkeiten

### Persönlichkeiten mit Bezug zum Ort
- Josef von Löschner (1809–1888), Badearzt
- Friedrich Knoll (1825–1894), Kaufmann und Komponist
- Heinrich von Mattoni (1830–1910), Industrieller
- Otto Lohr (1847–nicht ermittelt), österreichischer Schriftsteller, Redakteur und Herausgeber
- Franz Hawlik (1858–1914), österreichischer Balneologe, Schriftsteller und Buchhändler
- André Mattoni (1900–1985), österreichischer Schauspieler, verbrachte einen Teil seiner Kindheit im Ort
- Roland Neudert (* 1939), deutscher Schlagersänger, geboren im Ortsteil Rittersgrün

### Bekannte Gäste
- Otto I. von Griechenland